# Нева (фрегат, 1829)
Нева́ — парусный фрегат Российского Императорского флота, тип «Спешный». Относился к рангу 44-пушечных фрегатов, хотя на самом деле был вооружён 54 орудиями. Заложен 18 октября 1828 года в С.-Петербургском Новом адмиралтействе. Строитель Я. А. Колодкин. Спущен на воду 7 августа 1829 года, вошёл в состав Балтийского флота.

## Основные характеристики
- Водоизмещение = около 1950 тонн[1];
- Длина по верхней палубе = 48,6 м[1];
- Ширина по мидель-шпангоуту = 12,7 м[1];
- Осадка = 3,9 м[1];
- Арт. вооружение = 54 ор[1]. (24-фн — по штату[3]);
- Экипаж = 340/430 человек[1].

## Служба
- В 1830—1834 и 1837 в составе эскадр находился в практических плаваниях в Финском заливе и Балтийском море.
- В 1836 ходил в практическое плавание для ознакомления гардемаринов с портами и якорными стоянками Финского залива.
- 3 июля 1836 на Кронштадтском рейде участвовал в торжественной встрече Балтийским флотом ботика Петра I.
- Осенью 1837 года переоборудован в магазин[1].

## Командиры
- A. M. Мансветов (1829—1831);
- Д. В. Никольский, (1832—1833);
- А. А. Иванов (1834);
- A. M. Трескин (1836);
- В. П. Небольсин (1837)[1].